# 四褐山区
四褐山区，中国旧区名，属安徽省芜湖市。

## 历史
四褐山原属当涂县。1956年，四褐山划归芜湖市，设立四褐山区。
1990年，撤销四褐山区，与裕溪口区、郊区合并为鸠江区，原四褐山区的东方街道、西江街道合并为鸠江区的四褐山街道。

## 地理
四褐山区位于芜湖市中心以北约11公里处，因境内四褐山得名。
东北与郊区接壤，西北靠长江，西与裕溪口区隔江相望，南与新芜区交界。全区面积约5.52平方公里。

## 行政区划
四褐山区撤销前下辖2个街道：东方街道、西江街道，共设8个居民委员会。